# Vimarcé
Vimarcé est une ancienne commune française, située dans le département de la Mayenne en région Pays de la Loire, peuplée de 236 habitants.
Le 1er janvier 2021, la commune nouvelle de Vimartin-sur-Orthe est créée avec la fusion des trois communes de Vimarcé, Saint-Pierre-sur-Orthe et Saint-Martin-de-Connée, toutes devenues communes déléguées.
La commune fait partie de la province historique du Maine, et se situe dans le Bas-Maine.

## Géographie
La commune est située sur le cours de l'Erve.
| Saint-Martin-de-Connée | Saint-Martin-de-Connée                        | Saint-Pierre-sur-Orthe      |
| Saint-Georges-sur-Erve | Vimarcé                                       | Sillé-le-Guillaume (Sarthe) |
| Saint-Georges-sur-Erve | Voutré (par un angle), Rouessé-Vassé (Sarthe) | Rouessé-Vassé (Sarthe)      |

## Toponymie
Le nom de la localité est attesté sous les formes de Vico Marciano au IXe siècle et de Vimarcio en 1290,. Le toponyme est issu du latin vicus et d'un anthroponyme, latin (Marcius) suivi du suffixe -acum (francisé en -é) marquant l'appartenance, ou éventuellement du roman (Marcianus).
Le gentilé est Vimarcéen.

## Politique et administration
| Période      | Période  | Identité        | Étiquette | Qualité |
| ------------ | -------- | --------------- | --------- | ------- |
| janvier 2021 | En cours | Patrick Manjoin | SE        |         |

## Population et société

### Démographie
En 2021, la commune comptait 236 habitants, en évolution de −2,07 % par rapport à 2015 (Mayenne : −0,73 %, France hors Mayotte : +2,11 %).
Vimarcé a compté jusqu'à 1 158 habitants en 1836.
| 1793 | 1800  | 1806  | 1821  | 1831  | 1836  | 1841  | 1846  | 1851  |
| ---- | ----- | ----- | ----- | ----- | ----- | ----- | ----- | ----- |
| 996  | 1 021 | 1 043 | 1 094 | 1 108 | 1 158 | 1 077 | 1 092 | 1 101 |

| 1856  | 1861  | 1866  | 1872 | 1876 | 1881 | 1886 | 1891 | 1896 |
| ----- | ----- | ----- | ---- | ---- | ---- | ---- | ---- | ---- |
| 1 146 | 1 109 | 1 056 | 958  | 979  | 885  | 881  | 855  | 810  |

| 1901 | 1906 | 1911 | 1921 | 1926 | 1931 | 1936 | 1946 | 1954 |
| ---- | ---- | ---- | ---- | ---- | ---- | ---- | ---- | ---- |
| 756  | 742  | 759  | 619  | 616  | 559  | 535  | 510  | 430  |

| 1962 | 1968 | 1975 | 1982 | 1990 | 1999 | 2004 | 2006 | 2009 |
| ---- | ---- | ---- | ---- | ---- | ---- | ---- | ---- | ---- |
| 406  | 351  | 310  | 254  | 243  | 236  | 241  | 249  | 224  |

| 2014 | 2019 | 2021 | - | - | - | - | - | - |
| ---- | ---- | ---- | - | - | - | - | - | - |
| 242  | 231  | 236  | - | - | - | - | - | - |

## Culture locale et patrimoine

### Lieux et monuments

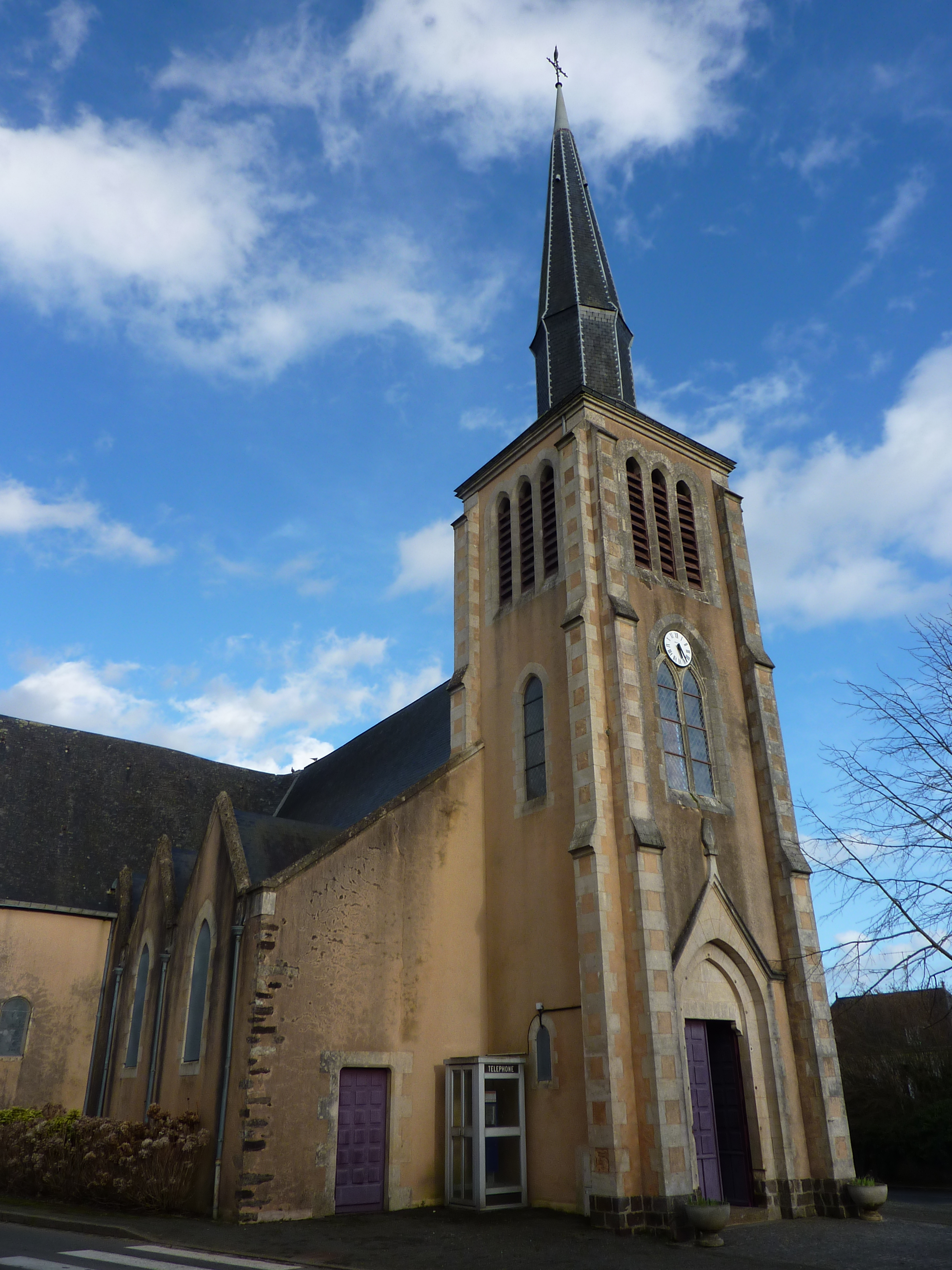
L'église Saint-Jean-Baptiste.

- Château de Courtaliéru, au sommet d'une colline en « pain de sucre » (point de vue), ruines d'une forteresse, chapelle.
- Église Saint-Jean-Baptiste, du XIe siècle. Elle abrite quelques œuvres classées à titre d'objets aux Monuments historiques[12]
- Monument aux morts : bénédiction et inauguration le dimanche 7 novembre 1920, architecte et marbrier : Bazin à Laval.
- Château du Gasseau.
- Château du Tertre.

### Personnalités liées à la commune
- Jean d’Aboville (mort en 1971) fut maire pendant 46 ans.
- Henri de Gastines (1929-2011), député de la Mayenne, s'est installé à Vimarcé après la guerre et y a été conseiller municipal avant de s'installer dans le canton de Cossé-le-Vivien et à Craon dans les années 1970[13].

### Héraldique
|  | Les armes de la commune de Vimarcé se blasonnent ainsi[réf. nécessaire] : D'argent à une fasce de sable chargée d'un agneau du champ, accompagnée de six merlettes de sable, 3 et 3. |

L'argent et les merlettes reprennent le blason du seigneur de Clinchamps, seigneur du Puyz qui possédait Vimarcé en fief. Son blason exact est « d'argent à une bande ondée de gueules bordée de sable accompagnée de six merlettes de sable ». La fasce reprend une partie du blason du seigneur Tragin, également seigneur du Puyz qui possédait Vimarcé comme fief. Son blason exact est « d'argent à trois fasces de sable ». L'agneau symbolise saint Jean-Baptiste, le saint patron du village. Les ornements représentent du maïs pour rappeler l'importance de l'activité agricole. La couronne de tours est le symbole échu aux communes.